# Miku Hatsune
Miku Hatsune (CV01/初音ミク Hatsune Miku?) conocida mayormente como Hatsune Miku o simplemente Miku, es una cantante virtual para el sintetizador desarrollado por Yamaha, VOCALOID2, VOCALOID3 y VOCALOID4, así como para el programa desarrollado por Crypton Future Media, Piapro Studio. Su imagen, de una chica de antropomorfismo moe de 16 años, llega a ser considerada y personificada como una de las más famosas idol virtuales japonesas a nivel mundial, desarrollada por Crypton Future Media con la voz de la seiyuu Saki Fujita para la segunda versión del programa de sintetización de voz VOCALOID. Su nombre proviene del japonés y su significado es: El primer sonido del futuro (初めての音 = Hajimete no Oto). El nombre viene de la reducción desde "Hajimete no Oto" a "Hatsu oto" (初音) (o "Hatsu ne" en otra pronunciación del kanji 音) (sonido) y Mirai a Miku.
El 30 de abril de 2010 salió en venta el segundo producto del CV01, Hatsune Miku Append, el cual incluye 6 librerías en total con diferentes expresiones.
Para el sexto aniversario de Miku Hatsune, esta adquirió la capacidad de cantar en inglés (después aparecerían otras actualizaciones con un inglés mejorado) gracias a su banco de voz Hatsune Miku V3 English y se reveló una actualización, Hatsune Miku V3, que salió a la venta el 27 de septiembre de 2011, y que incluye sus bancos de voz original y sus librerías Append mejoradas.
Durante su noveno aniversario, el 31 de agosto de 2016, fue lanzada una nueva actualización, Hatsune Miku V4X, esta vez para el motor VOCALOID4 con dos funciones nuevas, E.V.E.C. (Enhanced Voice Expression Control) y la compatibilidad con el parámetro GWL (Growl - Gruñido). Actualmente posee muchas páginas verificadas en Internet.
El 25 de diciembre de 2019, Crypton Future Media anunció un nuevo banco de voz llamado Hatsune Miku NT (New Type) que se lanzaría para verano de 2020 para el software propio de Crypton, Piapro Studio. Se lanzaron 2 prototipos y su lanzamiento oficial estuvo programado para el 27 de noviembre de 2020.

## Historia
El primer lanzamiento para la serie Vocal Character (CV) fue Hatsune Miku, el primer Vocaloid desarrollado por Crypton Future Media y el tercero en ser distribuido por la empresa. La idea detrás de ella se estableció por primera vez como "Una voz femenina y linda con la que los profesionales puedan crear". Como parte de la "CV" o la serie "Character Vocal" fue diseñada para combinar características reconocibles en su voz y combinaciones de colores claros.
Fue lanzada el 31 de agosto de 2007 para el software de Vocaloid2. El éxito de la campaña llevó a Miku al punto de ser considerada la primera idol virtual japonesa y posteriormente también la convirtió en la primera cantante holograma. Usualmente es acompañada en mercancía oficial, juegos y conciertos por el resto de Vocaloid pertenecientes a Crypton: Megurine Luka, Kagamine Rin y Len, MEIKO , KAITO. 
Fue nominada y galardonada en los Premios "All About" de 2007 y su empresa Crypton Future Media recogió un premio BCN en el 2008 por sus producciones, con sus ventas alcanzando un incremento del 211% gracias a varios productos (entre ellos Hatsune Miku).

### Hatsune Miku Append
El siguiente proyecto de Crypton que implica a Miku comenzó el Día de San Valentín de 2009. El paquete desarrollado consiste en agregar un toque expresivo al canto de Miku, con un total de seis librerías; SWEET, DARK, SOFT, LIGHT, VIVID y SOLID.
Fue liberada el 30 de abril de 2010 para VOCALOID2.
El arte en la caja de Hatsune Miku Append muestra a Miku con un color de cabello más verdoso que su producto original y un atuendo que dista bastante de su diseño previo.

### Hatsune Miku V3 English
Desde hace mucho se había discutido el proyecto de un banco de voz en inglés para Miku, hasta que finalmente fue desarrollado y publicado para VOCALOID3 en su sexto aniversario.
Esta librería no fue publicada en formato físico sino hasta la publicación de MIKU V3, en su paquete MIKU V3 Bundle.

### Hatsune Miku V3
El 24 de julio de 2013
, se confirmó que VOCALOID2; Hatsune Miku y Append se incluirían en una nueva versión de la actualización Hatsune Miku V3. El sitio web de Crypton fue actualizado en julio para incluir MEIKO V3 y Hatsune Miku V3. Sin embargo solo serían cinco bancos de voz; ORIGINAL, SWEET, DARK, SOFT y SOLID (LIGHT y VIVID V3 son adquiridos aparte).
Fue liberada el 26 de septiembre de 2013 para VOCALOID3 y se renovó su diseño, estaba vez por iXima.

### Hatsune Miku V4X
Para el octavo aniversario de Hatsune Miku, se anunció la publicación de un nuevo paquete para el motor VOCALOID4 previsto para el primer semestre del año 2016. Quienes poseían a Hatsune Miku V3 o Megurine Luka V4X tendrían la oportunidad de obtener una versión de demostración de Hatsune Miku V4X para mediados de septiembre del año 2015, la cual duraría hasta el 31 de agosto de 2016. Ese mismo día también se mostró su primera canción de demostración, "Electro Saturator" del autor tilt-six, utilizando su banco de voz en estado beta con la función E.V.E.C.
El paquete está disponible en japonés e inglés en un bundle tanto en físico como digital. Es compatible con Windows y Mac OS.
Las voces disponibles son Original EVEC, Soft EVEC, Solid EVEC, Dark, y Sweet. Sus bancos E.V.E.C. contienen dos respiraciones (corta y larga), dos colores de voz (Power y Soft) y una función actualizada «Pronunciation Extension Function - Stronger Pronunciation/Softer Pronunciation». La Softer Pronunciation produce una voz entrecortada, y es útil para las expresiones suaves y tranquilas, mientras que la Stronger Pronunciation es útil con la función Growl cuando se quiere crear un efecto de grito.
El banco de voz de Hatsune Miku V4 English puede comprarse incluido o separado de Hatsune Miku V4X. A diferencia de Hatsune Miku V3 English, esta versión será mucho más similar a su banco japonés.
Su lanzamiento fue el 31 de agosto de 2016, en conmemoración del noveno cumpleaños de Miku.

### Hatsune Miku V4 Chinese
El 3 de diciembre de 2016, durante el evento de Miku Expo 2016 en China, fue revelado el proyecto Miku China y un futuro banco de voz que le daría la capacidad de cantar en chino.
Hatsune Miku V4 Chinese fue lanzada para su preventa el 24 de agosto de 2017, y su descarga se hizo disponible el 7 de septiembre del mismo año.

### Hatsune Miku NT (New Type)
Después de que Yamaha anunciara VOCALOID 5 en 2018, Hiroyuki Itō, (director de Crypton Future Media) en una conferencia de prensa realizada durante el evento "Magical Mirai" el 31 de agosto de 2019, anunció que dejarían de trabajar en actualizaciones de los bancos de voz para el motor VOCALOID y en su lugar se centrarian únicamente en su propio motor llamado Piapro Studio. Hatsune Miku NT (New Type) es un paquete de Hatsune Miku que fue lanzado el 27 de noviembre de 2020, y combina tecnología de expresión de voz personalizada y efectos de voz. Este banco de voz fue desarrollado para una nueva versión del motor independiente de Crypton llamado "Piapro Studio NT" que integra nuevas funciones desarrolladas, entre las cuales se encuentra la función de controlar los matices de la canción simplemente escribiendo la letra, la melodía y seleccionando el estilo de expresión, para después establecer los conceptos básicos del canto, como la vocalización, la nitidez y el movimiento del tono para cada nota.
El 31 de julio de 2024, se anunció el lanzamiento de una actualización beta del banco de voz. Esta actualización se centrará principalmente en mejoras significativas en la calidad de sonido del banco. Crypton anunció que esta actualización estará disponible en otoño de 2024. 

### Hatsune Miku SP & Piapro Characters Super Pack
El 31 de julio de 2024, Crypton Future Media anunció la apertura de compra anticipada para el lanzamiento de "Piapro Characters Super Pack". Este paquete incluye versiones mejoradas en la entonación y refinadas de las versiones en japonés V4x (de Hatsune Miku, Kagamine Rin & Len y Megurine Luka) y V3 (de MEIKO y KAITO) para el editor Piapro Studio for V4x. Cada una de estas voces ha sido mejorada para ofrecer una calidad de sonido superior y una mayor expresividad. 
Las compras anticipadas del pack ya están disponibles desde el dia 31 de julio de 2024, y se espera que el lanzamiento se realice en otoño de 2024. 

### Hatsune Miku V6 AI
El 31 de julio de 2024, Crypton Future Media junto con el lanzamiento de las versiones SP (Super Pack) de los 6 bancos de voces de la compañía, anunció el lanzamiento de una nueva versión del banco de voz llamado "Hatsune Miku V6 AI". Esta sería una actualización del banco de voz para VOCALOID4 y una versión paralela a la de Piapro Studio NT que utiliza la tecnología de inteligencia artificial del motor VOCALOID6 de Yamaha para mejorar la calidad y expresividad de la voz, permitiendo una interpretación más natural y emotiva. 
Esto marcaría el regreso de Crypton al desarrollo de actualizaciones para VOCALOID, después de haber anunciado en 2019 que se centrarían exclusivamente en la versión NT del banco de voz. La actualización promete proporcionar una experiencia vocal superior, con mejoras significativas en claridad, precisión y capacidad de expresión.
Según el anuncio realizado por Crypton, el lanzamiento de "Hatsune Miku V6 AI" estaba previsto para finales de 2024. Sin embargo, el 26 de diciembre de 2024, Crypton Future Media publicó un comunicado en su blog informando que, debido a desafíos en el proceso de desarrollo, el lanzamiento se pospondría. El equipo de desarrollo mencionó que, a pesar de los avances, existen problemas técnicos difíciles de resolver en este momento, y tras consultar con Yamaha, decidieron que necesitaban más tiempo para garantizar una interpretación vocal estable y característica de Miku. El lanzamiento se espera ahora para algún momento de 2025, y Crypton se comprometió a proporcionar una actualización con la fecha exacta tan pronto como sea confirmada.

## Canciones

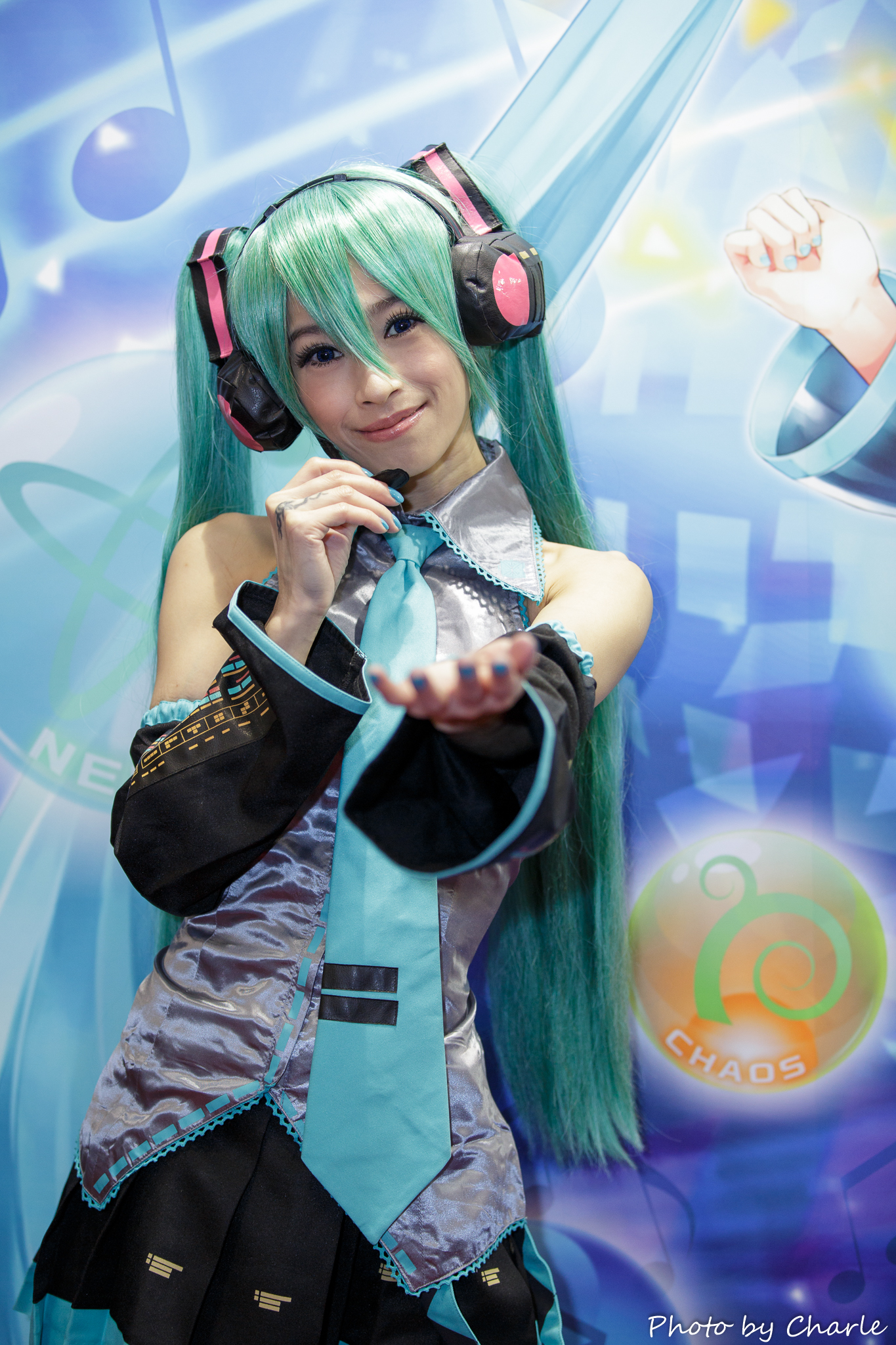
Cosplay de Hatsune Miku en el Taipei Game Show de 2016

Numerosas canciones han sido producidas utilizando la librería de voz de Hatsune Miku. Muchas de estas alcanzaron gran fama dentro y fuera de Japón, lo que hizo a la imagen de Miku aún más famosa de lo que era. Entre estas canciones, podemos destacar:
- Ievan Polkka[13]
- World is mine (Supercell)[13]
- ロミオとシンデレラ (Romeo and Cinderella)[14][fuente cuestionable]
- Popipo[15]
- Love is war (Supercell)[13]
- Melt[16][fuente cuestionable]
- The Dissapearance of Hatsune Miku[15]
- Rolling Girl [cita requerida]
- Triple Baka [cita requerida]

## Ventas
Las ventas iniciales de Hatsune Miku fueron tan altas que Crypton no podía seguir el ritmo de la demanda. En los primeros 12 días de venta, se hicieron cerca de 3.000 reservas del producto. Esto representó aproximadamente 1 venta de 250 dentro de la industria total de softwares musicales, por lo que se citó como "un número imposible" por Wataru Sasaki, la persona a cargo de la planificación y producción de la empresa. Amazon.co.jp (Amazon en Japón) declaró que el 12 de septiembre de 2007 la facturación del producto Hatsune Miku alcanzó un total de ¥ 57,500,001, convirtiéndola en el software número uno en ventas en ese momento. En sus primeros 5 años, generó ganancias de alrededor de 120 millones de dólares.

## Software adicional
El 30 de abril de 2010, una versión actualizada de Miku llamada Hatsune Miku Append fue lanzada con un conjunto de seis diferentes tonos de voz de Miku: Soft (voz suave y delicada), Sweet (voz joven), Dark (voz grave y cerrada), Vivid (voz brillante, alegre), Solid (voz alta y clara), y Light (inocente). Miku Append fue creado para ampliar la colección de la voz de Miku y requiere el programa original para ser instalado en el ordenador del usuario. Esta fue la primera vez que se lanzó una expansión de una voz ya existente.

### MikuMikuDance
El programa Miku Miku Dance fue desarrollado como un programa independiente para ayudar en la producción de animaciones 3D. El software gratuito permitió un auge en los personajes hechos por fanes y actuó como un impulso para la promoción de las canciones creadas con Vocaloid. Este programa no tiene relación con Crypton Future Media ni con Yamaha.

### Piapro Studio
Corresponde a un DAW (digital audio Workstation) producido y desarrollado por Crypton Future Media, por medio del cual, Miku y otras librerías pueden usarse sin necesidad de comprar el Editor VOCALOID.

## Apariencia y vestimenta
Crypton Future Media le ha dado a Hatsune Miku la edad permanente de 16 años, con una estatura de 1.58 cm y un peso de 42 kg. Tiene un pelo largo color turquesa al igual que ojos del mismo color y casi siempre lleva el pelo recogido en dos coletas, que le otorgan la icónica silueta a su diseño.
Su vestimenta característica está compuesta por una camisa sin mangas de color gris brillante, con bordes de color aguamarina y con un parche verde agua en su lado izquierdo con la inscripción Vocaloid, una corbata aguamarina a juego con su pelo, y sobre sus brazos mangas negras por debajo del codo con un borde color turquesa que incluyen la figura de un ecualizador.
La parte inferior de su atuendo está formada por una minifalda plisada de color gris oscuro o negro, un colgante de cinturón color negro y turquesa, corbata y botas largas hasta los muslos con tiras turquesas.
Además de esto, suele llevar un par de cascos fucsias sobre sus oídos cuya diadema está debajo de su cabello, accesorios para el pelo a juego y una marca en el brazo izquierdo de color rojo con el número 01 que debajo dice "Hatsune Miku".

## Diseño de imagen
Durante el desarrollo de Hatsune Miku, Crypton decidió adoptar un enfoque diferente del empleado por los publicadores de otros bancos de sonido de Vocaloid. Consideraron que este producto no sólo sería exitoso con una voz altamente atractiva, sino también con una imagen, la cual estaba dirigida originalmente sólo a productores profesionales. Dado que un mercado amateur para productos como Vocaloid todavía no estaba consolidado, éste no fue tenido en cuenta inicialmente.
El diseño de personaje de Miku fue elaborado por el artista de manga Kei Garō. Crypton concedió amplia libertad creativa al diseñador, salvo por dos restricciones: que ella fuera una androide, y la paleta de colores a emplear (basada en los tonos turquesa empleados para el sintetizador de Yamaha). El diseño de la falda y botas de Miku están basados en los colores del software del sintetizador, y las barras representan los colores empleados al interior de la interfaz gráfica del programa. En un inicio su corte de pelo se conceptualizó distinto al definitivo, pero luego de varios intentos Kei se inclinó hacia las coletas. Aunque Crypton había creado y publicado una hoja de datos básicos de Miku, éstos sólo contenían rasgos 'físicos' y técnicos, y no proporcionó mucha información sobre su personalidad, lo cual permitió a los fanáticos y a los creadores de música y de clips de video asociar dichos rasgos con aquellos que éstos pensaran que queden mejor.

## Impacto cultural
Nico Nico Douga, un sitio web japonés muy similar a YouTube, jugó un papel fundamental en el reconocimiento y la popularidad del software. Poco después del lanzamiento de este último, los usuarios de Nico Nico Douga comenzaron a colgar vídeos con canciones creadas utilizando a Hatsune Miku. Crypton afirmó que el popular video "Ievan Polkka", donde se puede ver a Miku cantando con un puerro (lo que dio lugar a que se la asociara con puerros), presentó el potencial variado de la aplicación del software y de la creación de contenidos multimedia. A medida que el reconocimiento y la popularidad del software creció, Nico Nico Douga se convirtió en un lugar para la creación de contenido colaborativo. Canciones populares originalmente escritas por un usuario fueron acompañadas con ilustraciones, animaciones en 2D y 3D, y remixes de otros usuarios, a su vez, Otros creadores mostraban sus obras inacabadas y pedían ideas.
En septiembre de 2009, tres figuras basadas en el personaje "Hatsune Miku" fueron lanzadas en un cohete desde el desierto de Black Rock en el estado de Nevada, Estados Unidos, aunque no alcanzaron el espacio exterior. A finales de noviembre de 2009, se puso en marcha una petición con el fin de conseguir el encargo de una placa de aluminio de Hatsune Miku (dimensiones 8 cm x 12 cm, 3.1 "x 4.7 ") para que se utilizara como un contrapeso para la sonda espacial Akatsuki con destino al planeta Venus. Iniciado por un fan de Hatsune Miku, Sumio Morioka, este proyecto recibió el respaldo del Dr. Seiichi Sakamoto de la Agencia Japonesa de Exploración Aeroespacial. El 22 de diciembre de 2009, la petición había superado las 10 000 firmas necesarias para su realización. El plazo original para enviar la petición fue el 20 de diciembre de 2009, pero debido a un par de retrasos en el proyecto de Akatsuki, se estableció el 6 de enero de 2010 como nuevo plazo. Para ese día la petición ya había recibido más de 14.000 firmas. El 21 de mayo de 2010 a las 06:58:22 (JST), Akatsuki se puso en marcha, con tres placas que representan a Hatsune Miku.
El software Vocaloid también ha tenido una gran influencia en el personaje Black Rock Shooter, cuya apariencia se asemeja a la de Hatsune Miku, pero sólo está vinculado a ella por el diseño. El origen del personaje viene del videoclip de la canción "Black Rock Shooter", producida por Supercell y cantada por Hatsune Miku, y ganó tal fama que al día de hoy se han realizado un número de figuras del diseño. Una animación de vídeo original basada en Black Rock Shooter hecha por Ordet se transmitió de forma gratuita como parte de una campaña de promoción que fue desde el 25 de junio hasta 31 de agosto de 2010.
Para la semana de Navidad de 2012, la empresa Cospa Inc lanzó el primer disfraz oficial de Hatsune Miku bajo su línea de indumentaria TranTrip, conocida por su calidad de trajes cosplay, e incluye todas las prendas y los accesorios característicos del personaje. Previamente la marca de vestimenta produjo los trajes de personaje de animes como Mobile Suit Gundam, Dragon Ball, Neon Genesis Evangelion y One Piece, aunque Hatsune Miku se convirtió en la primera idol japonés virtual en tener su propio traje en las tiendas.
El día de lanzamiento de su actualización para el motor Vocaloid 3, con el nombre de Hatsune Miku V3, los servidores destinados a la activación de los Vocaloids se sobrecargaron, debido a un alto número de registros del software, esto afectó a todos los Vocaloids que se intentaban registrar ese día por lo que Yamaha tuvo que pedir disculpas en una nota de prensa.[cita requerida]

## Conciertos y actividades
Hatsune Miku ha participado en conciertos acompañando a otros artistas, así como también en conciertos propios gracias a la tecnología holográfica. A continuación, se detallan algunas sus apariciones y conciertos:

### Miku FES'09 (Natsu)
Conocido como MikuFes09 (ミクFES'09 (夏); 初音ミク 2nd Anniversary) fue el primer concierto de Hatsune Miku en utilizar una pantalla transparente y un proyector, es decir, utilizando el concepto de holograma, este se llevó a cabo el 31 de agosto de 2009 en Shin-Kiba (新木場), Koto, Japón y se hizo para conmemorar el segundo aniversario de Miku, y a su vez para promocionar el primer videojuego de Hatsune Miku, Hatsune Miku: Project DIVA para la consola PlayStation Portable.

### 39's Giving Day
Fueron dos conciertos realizados en Tokio en 2010 y 2012:

###### Miku's Thanksgiving Festival; 39's Giving Day
Mayormente conocido como 39's Giving Day, fue el primer concierto de esta serie, es considerado por varios el primer concierto de Hatsune Miku, a pesar de que este título no le corresponde. Este concierto se llevó a cabo en la sala de música Zepp Tokyo en Odaiba, Tokio el 9 de marzo de 2010, y también se utilizó para promocionar el nuevo juego de Hatsune Miku, Hatsune Miku: Project DIVA 2nd para la consola PlayStation Portable.

###### Miku's Big Thanksgiving Day; Special 39's Production
Este concierto mayormente conocido como 39's Giving Day Final (Miku no Nichidai Kanshasai Tokuban・Seisaku Nisshi 39 -ミクの日大感謝祭特番 ・制作日誌39) fue el último concierto de esta serie, se llevó a cabo en el Tokyo Dome City Hall en Tokio el 9 de marzo de 2012.

### Magical Mirai
Es la serie de conciertos con mayor asistencia, dedicados a conmemorar el cumpleaños de la Vocaloid. Esta serie de conciertos se inició en 2013, y en ella participan sus seguidores y los demás Vocaloids de Crypton. Regularmente se realiza en el anniversario de lanzamiento de Hatsune Miku: el 31 de agosto. En el evento, los seguidores pueden participar de diversas formas y obtener mercancía exclusiva de los Vocaloid de Crypton.

### Snow Miku
Es un festival que se realiza en Hokkaidō, específicamente en Sapporo. Fue creado para animar los fríos inviernos de esta región y se ha reconocido como uno de sus festivales más importantes.

### MikuLiveParty o MikuPa
Fue una serie de conciertos que inició en 2011 y finalizó en 2013. Estos se llevaron a cabo en vivo tanto en Japón como en otros lugares de Asia.

### Miku Expo
Las "Miku Expo" son conciertos llevados a cabo regularmente en países como México, Estados Unidos, China, Taiwán, entre otros. En otras palabras, es un tour de conciertos de Miku que no se llevan a cabo solo en Japón.

### Miku Symphony
Miku Symphony es un concierto sinfónico donde Hatsune Miku canta junto con algunos vocaloids. Las canciones, originalmente producidas con Vocaloid, son interpretadas instrumentalmente con una orquesta sinfónica. Se lleva a cabo de noviembre a enero.

### Miku With You
Es un evento que sustituye al tour Miku Expo en China. Se lleva a cabo entre octubre y noviembre en algunas ciudades del país asiático. Dado al crecimiento de la popularidad de la Diva, se ha expandido a más partes del país.

## Apariciones en otros medios

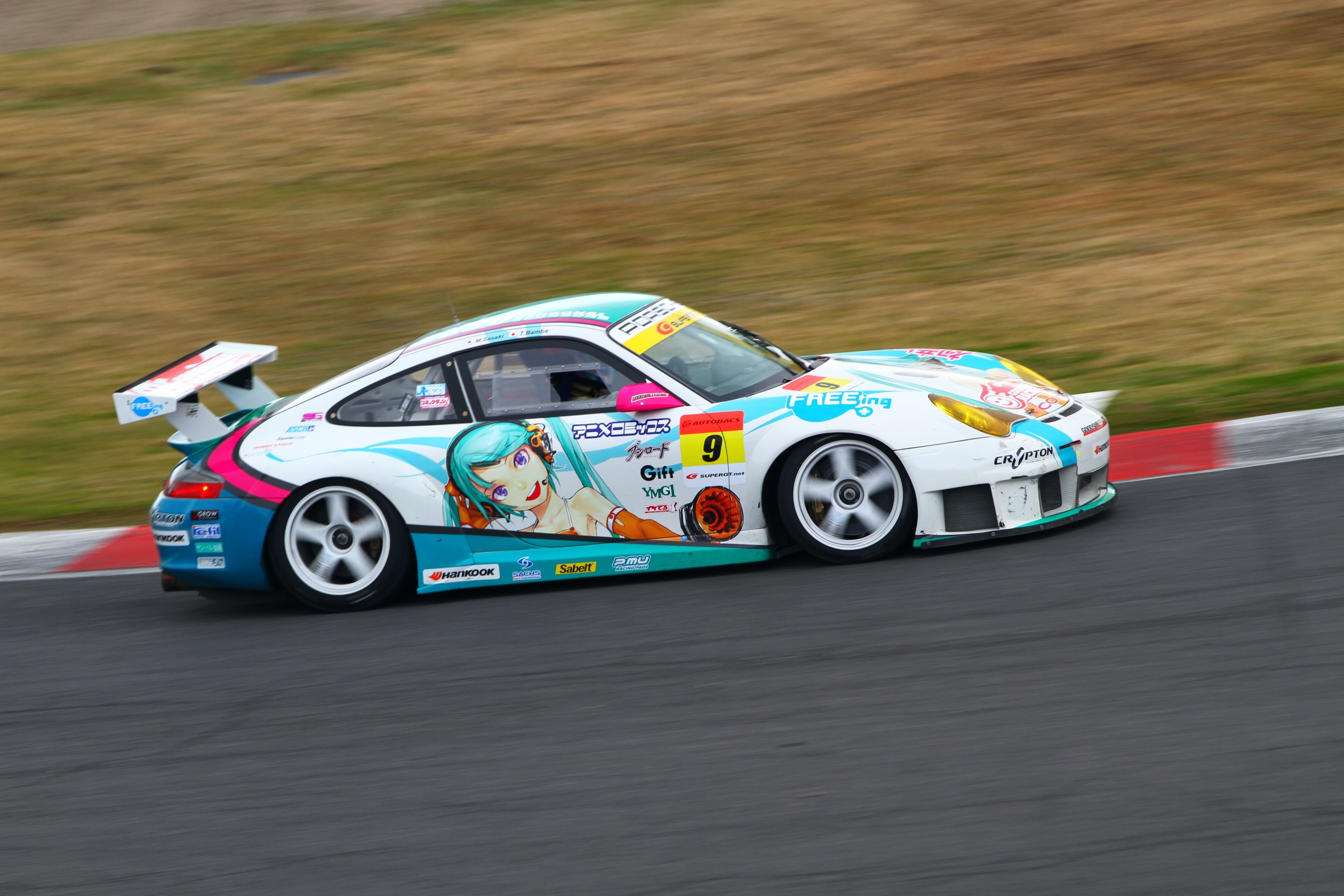
Coche de carreras con diseño de Miku Hatsune.

La popularidad de Miku se ha visto representada en numerosas referencias a ella en el anime. Durante un episodio de Zoku Sayonara Zetsubou Sensei, Miku se ve en una audición para la voz de Meru Otanashi ( se hace referencia a Kagamine Rin y Len en el mismo episodio). La voz de Miku se utiliza en uno de los temas de cierre de las series de anime Akikan! y Watamote, así como también, en el opening de Black Rock Shooter, anime basado en la canción homónima interpretada por Miku. En la OVA de Lucky Star, Kagami Hiiragi mágicamente se transforma en un cosplay de Miku. Los personajes de Vocaloid 2, Hatsune Miku, Kagamine Rin,Len y Megurine Luka hicieron un cameo en el episodio 12 del anime Hyouka (Hyöka), donde el club de manga realizó un cosplay de estos personajes. En animaciones fuera de Japón, tenemos una breve referencia al video Levan polka de Hatsune Miku en el episodio de Phineas y Ferb, "¡Es tu verano y tú!". 
Una serie de juegos de ritmo basados en Hatsune Miku: Project DIVA fueron producidos bajo licencia por SEGA con Hatsune Miku, otros Vocaloids de Crypton y "fanloids".
En TinierMe Gacha también fueron incluidos trajes que se asemejan a Hatsune Miku y los demás Vocaloid de Crypton, permitiendo a sus usuarios personalizar sus avatares para que se vean como los personajes.
Hatsune Miku obtuvo el segundo lugar como personaje más votado en una encuesta realizada para decidir los futuros personajes que podrían aparecer como DLC en el videojuego Sonic & All-Stars Racing Transformed.
En el videojuego Yakuza 5 se puede ver a Hatsune Miku haciendo diversos cameos en forma de figurita coleccionable, algunos pósteres en centros recreativos, y como compañera de baile en los episodios en los que el jugador controla a Haruka. También es posible vestir a esta última con las ropas y peinados característicos de Hatsune Miku una vez concluido el juego.
Hatsune Miku hizo su aparición en Just Dance Wii U (exclusivo para Japón) con la canción "Tell Your World" junto con Livetune. En Just Dance 2016, volvió aparecer con Ievan Polkka, en Just Dance 2017 con PoPiPo, y en Just Dance 2018 con Love Ward.
Hatsune Miku actuó como telonera para Lady Gaga en su gira Artrave: The Artpop Ball Tour. interpretó los temas: Glass Wall, 2D Dream Fever, World is mine, Story Rider, Yellow y Tell your World.
En la tercera temporada del anime Dropkick my Devil, Miku aparece con pequeños cameos en la serie, siendo interpretada por la seiyū Saki Fujita.
El videojuego Fortnite: Battle Royale colaboró con Miku el día 14 de enero de 2025, reemplazando la colaboración que tenían programada originalmente con la girl group surcoreana NewJeans, debido a los problemas legales que la banda está pasando actualmente. Además de aquello, su personaje y varios cosméticos relacionados con ella se pueden conseguir por medio de la tienda de objetos del juego. También como parte de la colaboración, esta aparece disponible en el Pase de Musical de la Séptima Temporada del modo de juego Fortnite Festival donde se puede obtener otra variante de esta cantante virtual llamada "Hatsune Miku Neko". También se incluyeron las canciones tituladas: "M@GICAL☆CURE! LOVE SHOT!", "Miku", "Daisy 2.0" y "World is mine" como parte de su conjunto.

## Música destacada
Una de las recopilaciones de Vocaloid, EXIT TUNES PRESENTS Vocalogenesis feat. Hatsune Miku, debutó en el número uno en las listas japonesas semanal de álbumes de Oricon fecha 31 de mayo de 2010, convirtiéndose en el primer álbum Vocaloid en los charts. Otro álbum, Supercell, por el grupo Supercell también cuenta con un número de canciones con Vocaloids. Otros álbumes, tales como 19's Sound Factory's First Sound Story. Otros álbumes de Miku incluyen Sakura no Ame (桜 ノ 雨?) y Miku no Kanzume (み く の かん づめ?), de OSTER-proyect y "Re:package" y "Re:Mikus", de Livetune. Canciones de Kagamine Len y Rin estaban cubiertos por Asami Shimoda en el álbum Prism acreditado a "Asami Shimoda con Kagamine Rin / Len ".
Como un ídolo virtual, Hatsune Miku realizó su primer recital "en vivo" durante el concierto Animelo Summer Live en vivo en el Saitama Super Arena el 22 de agosto de 2009.  Miku también realizó su primer concierto en vivo en el extranjero el 21 de noviembre de 2009, durante Anime Festival Asia (AFA) en Singapur. El 9 de marzo de 2010, primera actuación en solitario en vivo de Miku fue titulado "Miku no Hi Kanshasai 39's Giving Day" fue inaugurado en el Zepp Tokyo en Odaiba, Tokio. El repertorio de estos conciertos está compuesto por canciones realizadas por los usuarios de Vocaloid, concretamente aquellas con más reproducciones en Niconico; de este modo el personaje de Miku ocasiona una importante democratización de la creación artística.
Un prototipo de hombre joven utilizado para el proyecto "project if..." serie que se utilizó en el trabajo musical de sonido de Horizon "Ido e Itaru Mori e Itaru Ido", catalogado como el "prologue maxi". El prototipo cantó junto a Miku y sólo se conoce por el nombre de "Junger März Prototype β".
Recientemente la banda de chiptune punk Anamanaguchi también ha trabajado con el software lanzando un tema titulado "Miku" para la MikuExpoNA 2016.

## Algunos vídeos musicales
| Título                  | Artistas                 | Lanzamiento                                         |
| ----------------------- | ------------------------ | --------------------------------------------------- |
| "Nebula"                | Tripshots                | 3 de junio de 2009                                  |
| "VOiCE・PV"             | Lovely P / Nyohoho       | 16 de julio de 2010                                 |
| "Kasōkyoku"             | No.D / Yūjin Ueno        | 16 de julio de 2010                                 |
| "Suteneko Russian Blue" | SHUN P                   | 16 de julio de 2010                                 |
| "Weekender Girl"        | Hachiouji P / KZLivetune | 28 de agosto de 2012                                |
| "Glass Wall"            | GuitarHeroPianoZero      | 1 de marzo de 2014 (tocada en The Artpop Ball Tour) |
| "Goodbye"               | Circus-P                 | 14 de octubre de 2014                               |
| "Sharing the world"     | BIGHEAD                  | 24 de agosto de 2014                                |
| "Miku"                  | Anamanaguchi             | 27 de mayo de 2016                                  |

## Versiones
| Paquete              | Librería | Género musical recomendado              | Tempo recomendado | Tesitura vocal |
| -------------------- | -------- | --------------------------------------- | ----------------- | -------------- |
| Hatsune Miku         | Miku     | Pop idol, pop dance                     | 70-150BPM         | A3-E5          |
| Hatsune Miku Append  | Sweet    | Pop francés, balada, música electrónica | 55-155BPM         | F3-D5          |
| Hatsune Miku Append  | Dark     | Balada, jazz, música folk, ambient      | 60-145BPM         | D3-B4          |
| Hatsune Miku Append  | Soft     | Soft rock, Balada, polka, ambient       | 70-150BPM         | A3-E5          |
| Hatsune Miku Append  | Light    | Pop, rock, danza, tecno pop             | 85-175BPM         | A3-D5          |
| Hatsune Miku Append  | Vivid    | Pop, tecnopop, música tradicional       | 95-180BPM         | G3-D5          |
| Hatsune Miku Append  | Solid    | Pop, rock, danza, electrónica           | 65-160BPM         | D3-C5          |
| Hatsune Miku English | V3 ENG   | House, Techno, Crossover, Rap           | 100-130BPM        | B2-B3          |
| HATSUNE MIKU V3      | Original | Pop idol, pop dance                     | 70-150BPM         | A2-E4          |
| HATSUNE MIKU V3      | V3 Sweet | pop francés, balada, electrónica        | 55-155BPM         | F2-D4          |
| HATSUNE MIKU V3      | V3 Dark  | Balada, jazz, folklor, ambiente         | 60-145BPM         | D2-B3          |
| HATSUNE MIKU V3      | V3 Soft  | Soft Rock, ballads, folk, ambiente      | 70-150BPM         | A2-E4          |
| HATSUNE MIKU V3      | V3 Solid | Pop, rock, dance, electro               | 65-160BPM         | D2-C4          |